# Chippenham Park
A Chippenham Park városi park a walesi Monmouthban. Más nevei: Chippenham Fields, Chippenham Mead vagy Chippenham Gate. A parkon belül egy sportpálya is található, az úgynevezett Chippenham Sports Ground. A park a Chippenham Gate és Blestium utcák között terül el. 
A Chippenham Sports Ground sportpályát használja a Monmouth Bowls Club krikettklub  valamint a Monmouth Town F.C. labdarúgócsapat (más néven The Kingfishers). Továbbá két teniszpálya is működik területén, de ez a központja a walesi fogyatékos krikettjátékosok egyesületének is.

## Monmouthi lóversenyek
1734 és 1893 között Chippenhamben lóversenyeket is szerveztek. Valamikor 1893 és 1900 között a lóversenyeket áthelyezték Vauxhall Fieldsbe. A korabeli újságok, mint például a London Evening Post Chippenham Mead néven hivatkoztak a versenypályára. Eleinte öt napos esemény volt, majd 1880-ra lecsökkentették két naposra. Az 1860-as évek második felében és az 1870-es évek elején szeptember 22-23-án rendezték a versenyeket, s erre az alkalomra a Great Western Railway vasúttársaság kedvezményes jegyeket biztosított.
1876 és 1880 között nem rendeztek versenyeket. 1880-ban, a Western Mail újság arról számolt be, hogy visszatértek a lóversenyek, amelyek szerintük a „legrégebbiek között voltak Angliában”, utalva arra, hogy egy 1739-ből származó királyi naptárban már feltűnnnek a monmouthi versenyek.

## Incidensek
1925-ben egy Avro 504-es duplaszárnyú repülőgép zuhant le a parkba. A baleset körülményei ismeretlenek.

## Fordítás
- Ez a szócikk részben vagy egészben  a   Chippenham Park, Monmouth című angol Wikipédia-szócikk ezen változatának fordításán alapul.  Az eredeti cikk szerkesztőit annak laptörténete sorolja fel. Ez a jelzés csupán a megfogalmazás eredetét és a szerzői jogokat jelzi, nem szolgál a cikkben szereplő információk forrásmegjelöléseként.